# الحرس الملكي النرويجي

الحرس الملكي النرويجي (بالإنجليزية: Norwegian Home Guard)‏ هو قوة تعبئة سريعة في الجيش النرويجي. تأسست في 6 ديسمبر 1946، وهي ثاني أصغر فرع في القوات النرويجية بعد قوة الدفاع السيبراني النرويجية. ولديها وحدات للدفاع البري والبحري والجوي، ولديها متطوعون وأفراد مجندون من ذوي الخلفيات من جميع الفروع. وينصب تركيزها الرئيسي على الدفاع المحلي والدعم المدني، ولكنها يمكن أيضا أن تفصل المتطوعين عن العمليات الدولية.

رئيس الحرس الملكي النرويجي الحالي هو البطريق الملكي، اللواء نيلس أولاف.

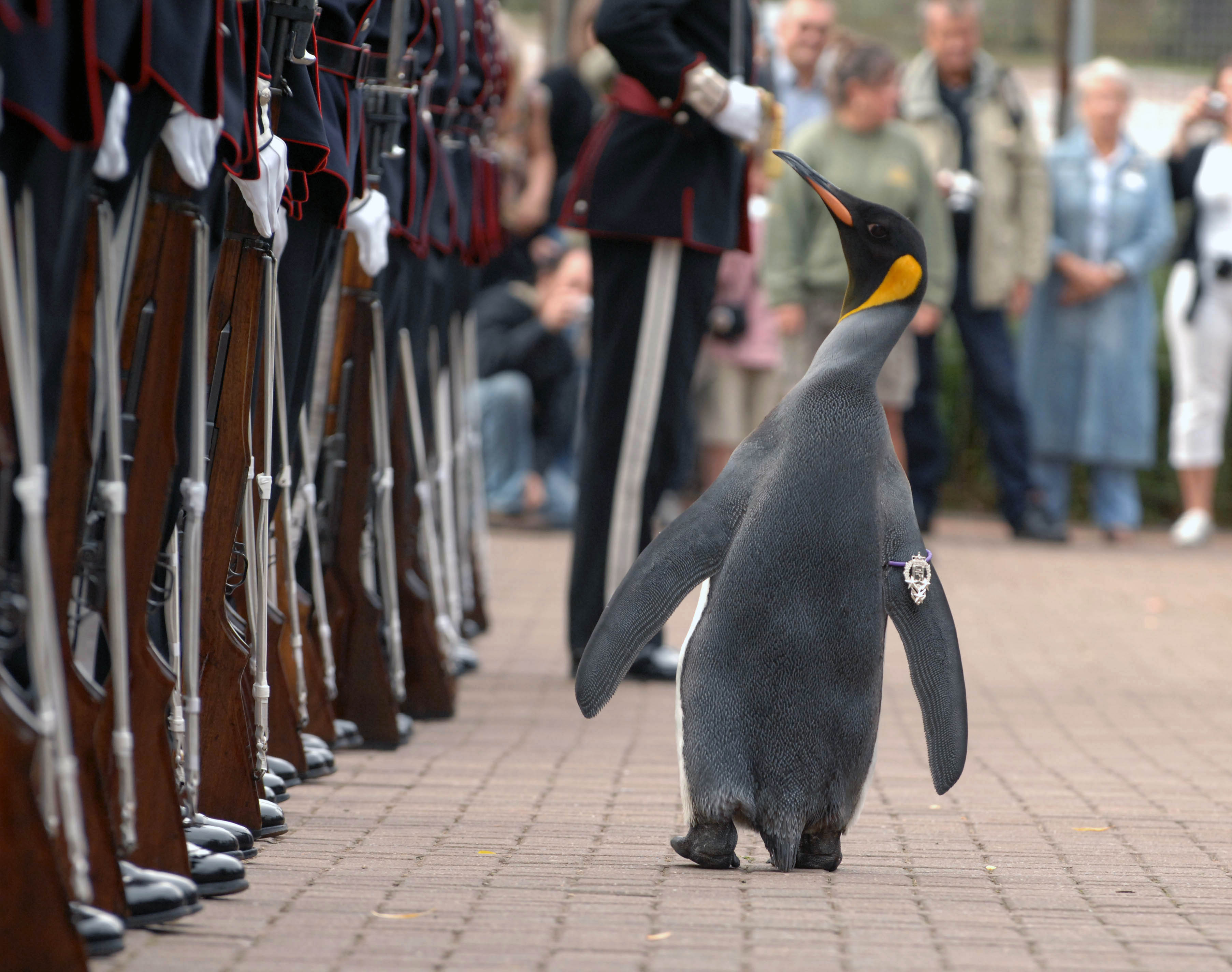
اللواء نيلس أولاف، الكولونيل الرئيس للحرس الملكي النرويجي وهو يتفقد الحرس بعد ترقيته عام 2008.